# Markus Neteler
Markus Neteler (Thuine, 21 dicembre 1969) è un geografo, programmatore e ricercatore tedesco, conosciuto soprattutto per essere il coordinatore del progetto GRASS.

## Biografia
Markus Neteler ha conseguito la laurea magistrale in Geografia Fisica e Ecologia del Paesaggio presso l'Università di Hannover, in Germania nel 1999, dove poi ha lavorato come ricercatore insegnando per due anni. Dal 2001-2007, è stato ricercatore presso la Fondazione Bruno Kessler (ex ITC-irst). Nel biennio 2005-2007, conservando il lavoro di ricercatore in FBK, ha lavorato, ricoprendo la stessa figura anche presso il Centro di Ecologia Alpina di Trento (Italia). Dal 2008 al 2016 ha lavorato presso la Fondazione Edmund Mach (FEM) San Michele all'Adige (TN, Italia),  in qualità di coordinatore dell'unità di ricerca GIS e Remote Sensing. Si interessa principalmente di telerilevamento e di sviluppo di software GIS libero, in particolare GRASS (di cui è coordinatore dal 1999). Dal 2016 è entrato a far parte di Mundialis Gmbh, una azienda di Bonn.
È coautore di tre libri sull'uso del software libero GRASS e di vari articoli scientifici sul tema GIS.
È membro fondatore del Anwender GRASS-Vereinigung eV (Germania), della Open Source Geospatial Foundation (OSGeo.org, USA) e di GFOSS.it (Associazione Italiana per l'Informazione Geografica Libera). Nel settembre 2006, è stato onorato con il premio Sol Katz per il software geografico libero e open source (Geospatial Free and Open Source Software - GFOSS) in merito al suo impegno nel coordinamento del progetto GRASS. Nel 2010 ha conseguito il dottorato in Scienze Naturali (Dr. rer.nat) in Geografia Fisica.